# Larissa Eifler
Larissa Eifler (* 17. Juni 1999 in Lauterbach) ist eine deutsche Säbelfechterin.

## Leben
Larissa Eifler wuchs in Alsfeld in Hessen auf und trainierte dort und im nahe gelegenen Wetzlar bei ihrem Vater Peter Eifler und Janik Riegert. Der TV Wetzlar zeichnete sie mehrfach als Sportlerin des Jahres aus.
Später wechselte sie zum TSV Bayer Dormagen, wurde in den Perspektivkader aufgenommen und machte ihr Abitur am Internat des Norbert-Gymnasiums Knechtsteden. Dort wird sie von Bundestrainer Dan Costache betreut.
Derzeit studiert Larissa Eifler Psychologie an der Universität zu Köln.

## Erfolge
Larissa Eifler gewann die Deutschen Meisterschaften 2019 und 2018 mit dem Team, 2017 im Einzel U20 und 2016 im Einzel U17. Auf U17 und U20-Weltmeisterschaften errang sie im Team und Einzel Silber. 2019 erreicht sie im Team Gold auf der U20-Europameisterschaft. Die Mannschaft erreichte daraufhin Platz 1 der U20-Weltrangliste.
2022 wurde Larissa Eifler Europameisterin der U23 im Einzel in Tallinn, erreichte Platz 7 der EM in Antalya sowie Platz 8 bei den Weltmeisterschaften in Kairo. 
Als Kapitänin der deutschen Nationalmannschaft errang sie Platz 5 der Team-WM in Kairo. Derzeit belegt sie Rang 14 der Weltrangliste und ist seit August 2022 im Olympiakader der Deutschen Sporthilfe und im TOP-TEAM Paris des Bundeslandes Nordrhein-Westfalen.